# Ringwall Gickelsburg
Bei dem Ringwall Gickelsburg handelt es sich um eine keltische Ringwallanlage, welche der Späthallstattzeit zugeordnet wird. Er liegt auf dem Gickelsburg genannten Berg etwa 1,0 km östlich des Kastells Saalburg nahe Friedrichsdorf im hessischen Hochtaunuskreis. Der Burgstall ist ein hessisches Bodendenkmal.

## Lage und Beschreibung

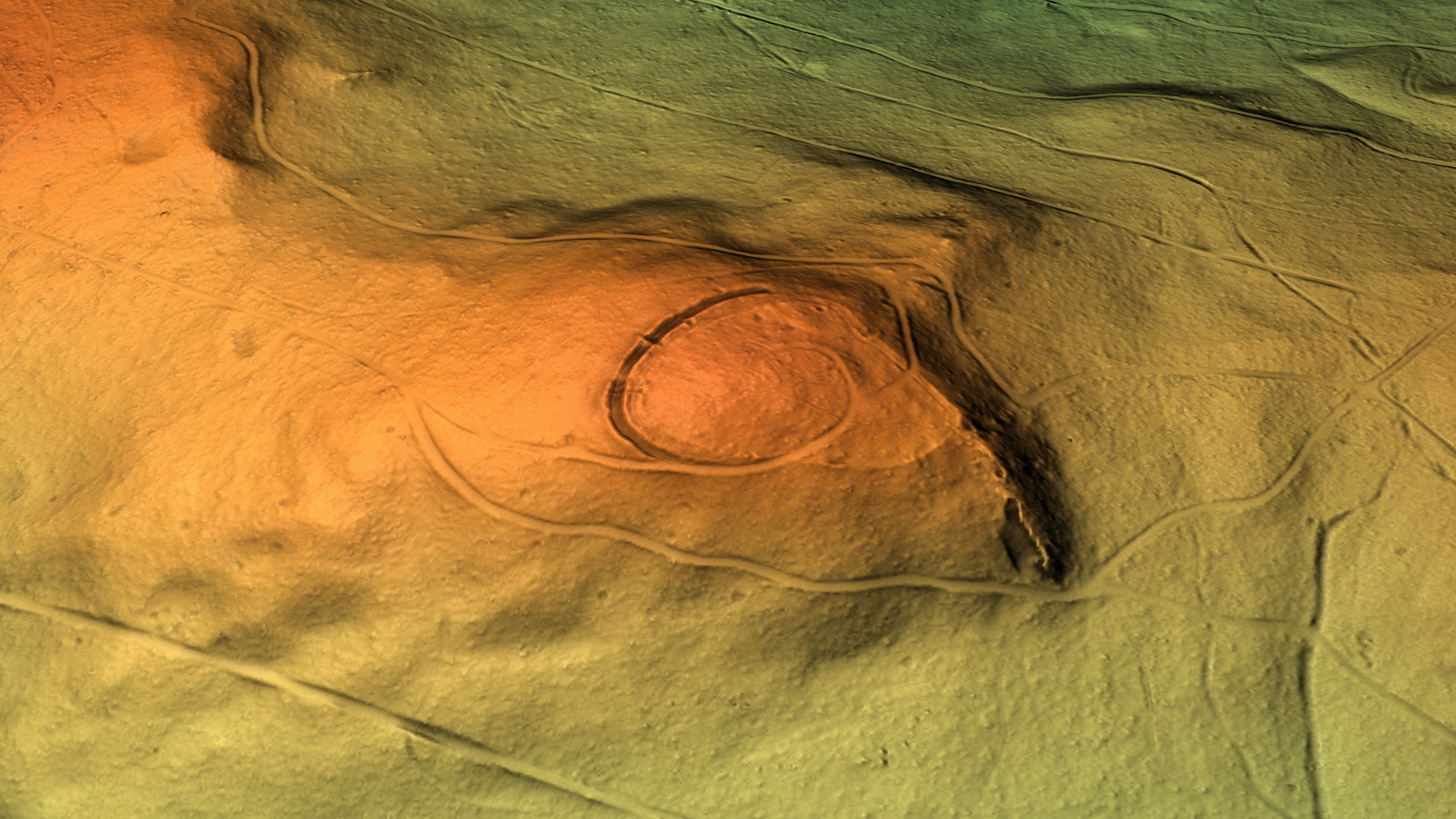
Digitales Reliefbild des Geländes

Die Anlage umschließt die Kuppe des Gickelburgs. Außer nach Westen hin fallen alle Seiten des Berges steil ab. Nach Westen hin schließt sich ein flacher Übergang zum Fröhlichemannskopf an. Diese Lage lässt vermuten, dass lediglich von hier aus ein Zugang zur Anlage bestand.
Die komplett im Wald liegende Anlage hat eine ovale Form, welche eine Fläche von ca. 1,6 ha. bedeckt. In Nord-Süd-Richtung weist die Anlage eine Breite von ca. 100 m auf, in West-Ost-Richtung ca. 175 m. In Richtung der unter Verteidigungsaspekten gesehen kritischen flachen Nordwest- bzw. Westseite ist ein Abschnittswall mit zugehörigem Graben von insgesamt ca. 170 m Länge vorgelagert. Dieser vorgelagerte Graben weist eine Breite von 6 bis 6,5 m, bei einer Tiefe  von 1,5 m bis 2 m, auf. Die Sohle ist ca. 2 m breit. Der Wall bestand aus einer Trockenmauer. Im Abstand von 2 m fanden sich Überreste hölzerner Verstärkungseinlagen. Vermutet wird, dass der Vorwall erst nach dem Hauptwall errichtet wurde. Diesem vorgelagerten Annex folgt ein 6 bis 7 m breiter Zwinger. Diesem schließt sich dann der Hauptwall an.
Auch der Hauptwall bestand aus einer ca. 4,2 m breiten Trockenmauer. Im Gegensatz zum Vorwall, fanden sich hier keine Hinweise auf Holzverstärkungen. Im Norden des Hauptwalls befand sich der Zugang in Form eines sich überlappenden Wallabschnitts. Im Südosten schloss sich an die Anlage ein schmaler Annex an. Dieser Annex ist allerdings heute nicht mehr feststellbar.
In der heutigen Darstellung wird durch örtliche Schilder dazu aufgefordert, Steintürme und andere Kunstwerke mit den herumliegenden Steinen zu errichten. Entsprechend finden sich an der Anlage sehr viele solcher Verzierungen. Weitreichend sind auch Gehwege und Maueranlagen mit Steinlegungen markiert. Diese entsprechen aber nicht der historischen Darstellung.

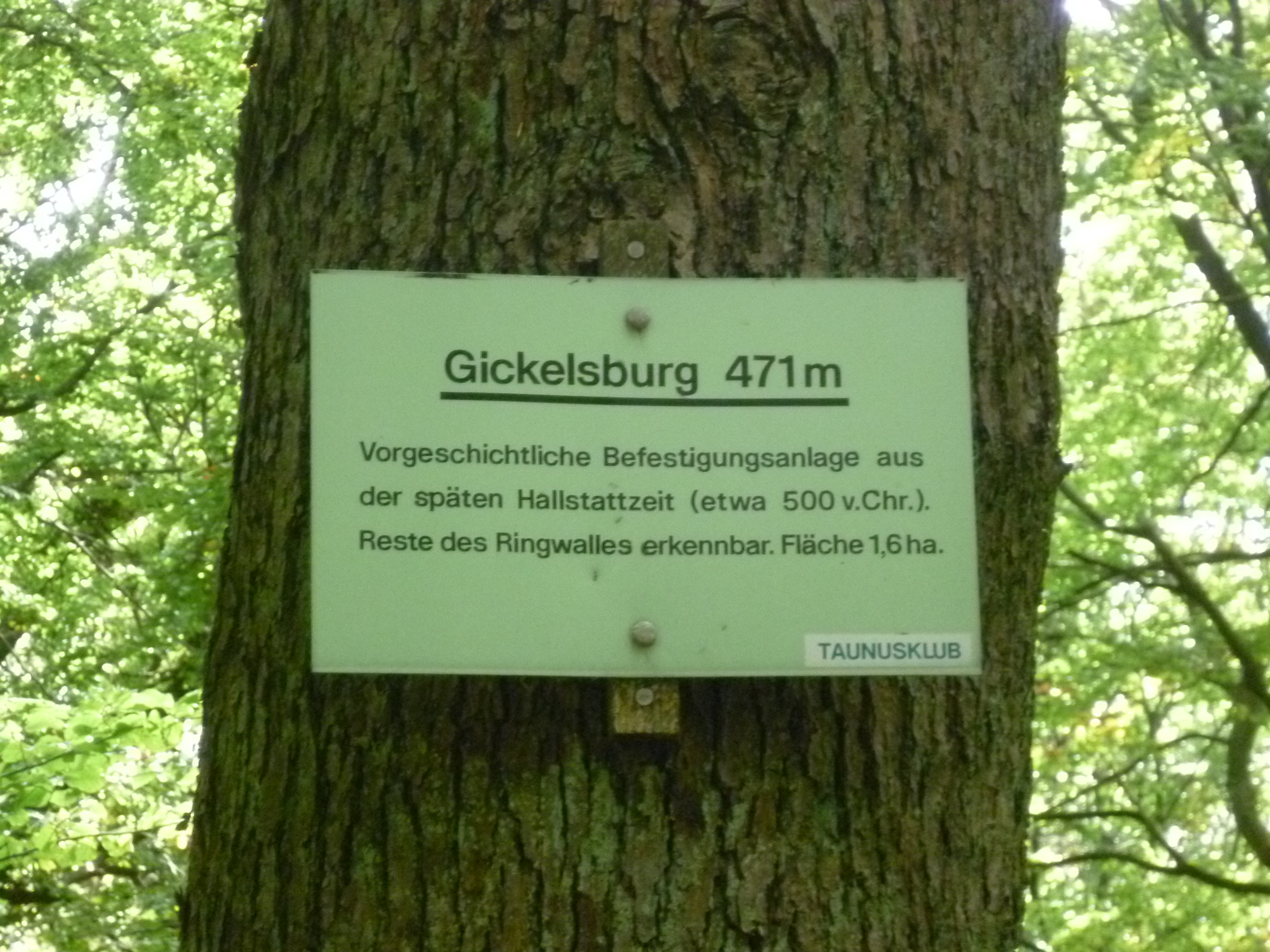
Örtliche Hinweise zur Anlage
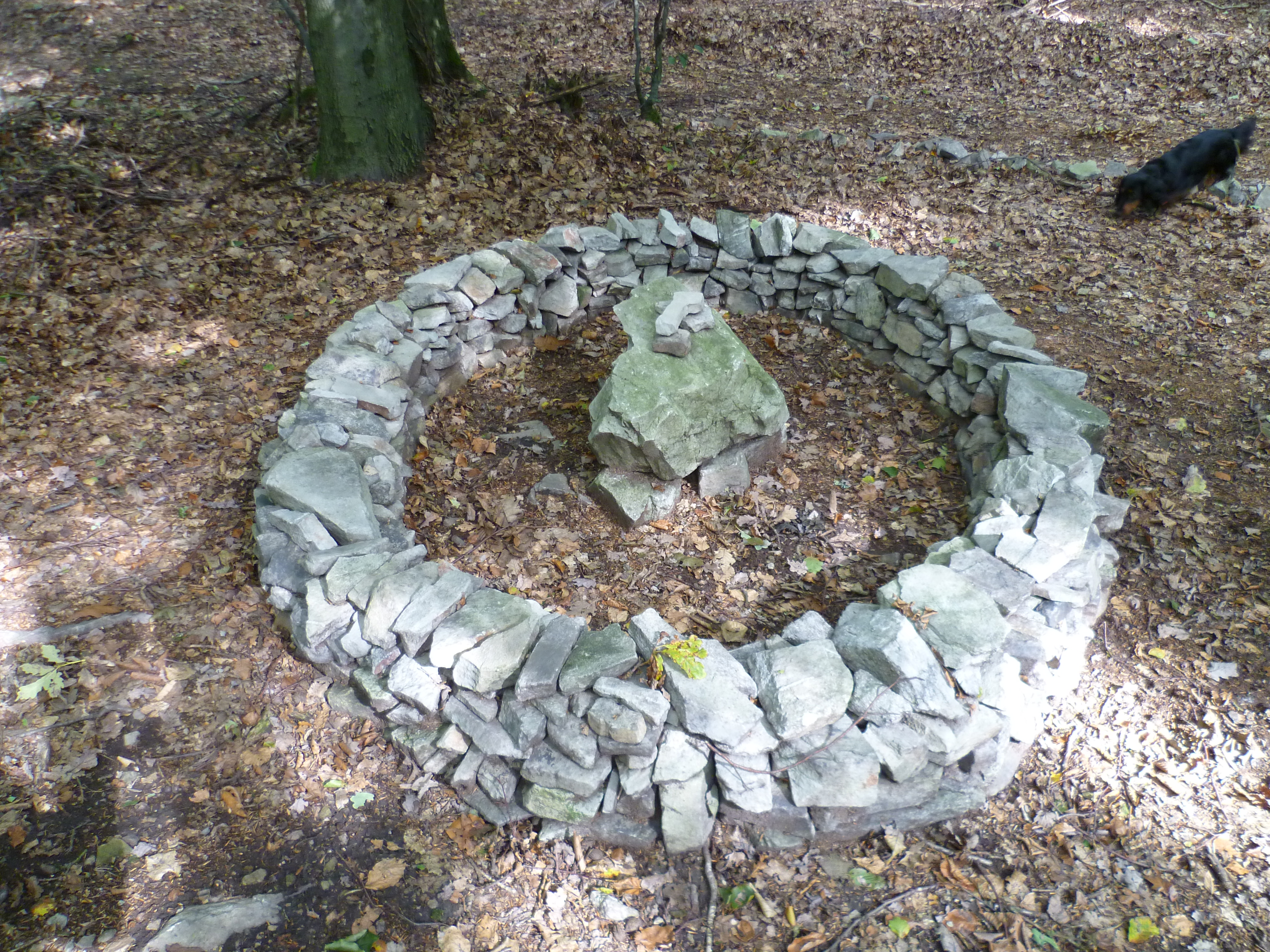
Eine der Verzierungen

## Forschungsgeschichte und Befunde
Bevor gezielte Forschungen an der Wallanlage durchgeführt wurden, nutzte man diese als Steinbruch.
1875 wurden kleine Ausgrabungen am Wall unter Karl August von Cohausen durchgeführt, wie auch 1896 durch Louis Jacobi. Noch zu Cohausens Zeit wurde der Annex festgestellt.
Umfangreichere Untersuchungen gab es unter Christian Ludwig Thomas im Jahr 1912. Diese Grabungen erbrachten umfangreiches Fundmaterial aus der Späthallstatt- bzw. Frühlatènezeit. Zu dieser Zeit war der Abtrag in der Folge der Steinbruchnutzung bereits so stark, dass der Annex nicht mehr nachvollzogen werden konnte. Anhand der Fundsituation geht man heutzutage von einer Nutzung als befestigte Höhensiedlung aus.

## Denkmalschutz
Der Bereich der Wallanlage ist ein Bodendenkmal nach dem Hessischen Denkmalschutzgesetz. Nachforschungen und gezieltes Sammeln von Funden sind genehmigungspflichtig, Zufallsfunde an die Denkmalbehörden zu melden.